# Collegio elettorale di Potenza (Camera dei deputati)
Il collegio di Potenza fu un collegio elettorale uninominale della Repubblica Italiana per l'elezione della Camera dei deputati. Apparteneva alla circoscrizione Basilicata e fu utilizzato per eleggere un deputato nella XII, XIII e XIV legislatura.
Venne istituito nel 1993 con la cosiddetta Legge Mattarella (Legge n. 277, Nuove norme per l'elezione della Camera dei deputati), attuata in seguito al referendum abrogativo del 1993. La legge istituì per la Camera dei deputati e per il Senato della Repubblica un sistema di elezione misto, in parte maggioritario e in parte proporzionale. Il 75% dei parlamentari dell'assemblea veniva eletto in collegi uninominali tramite sistema maggioritario a turno unico; il restante 25% alla Camera veniva eletto tramite sistema proporzionale con liste bloccate.
Il collegio venne abolito insieme a tutti gli altri che costituivano la Camera con la promulgazione della legge elettorale successiva, la cosiddetta Legge Calderoli. Questa prevedeva un sistema proporzionale con premio di maggioranza, che alla Camera veniva attribuito a livello nazionale.

## Territorio
Il collegio di Potenza era uno dei 5 collegi uninominali in cui era suddivisa la Basilicata e, come previsto dal D.Lgs. del 20 dicembre 1993 n. 536, era interamente compreso nella provincia di Potenza e comprendeva i seguenti comuni: Abriola, Albano di Lucania, Anzi, Avigliano, Balvano, Baragiano, Bella, Brindisi Montagna, Campomaggiore, Castelmezzano, Picerno, Pietrapertosa, Pignola, Potenza, Ruoti, San Chirico Nuovo, Sant'Angelo le Fratte, Savoia di Lucania, Tito, Tolve, Trivigno, Vaglio Basilicata, Vietri di Potenza.

## Eletti
| Elezione | Elezione | Deputato                   | Partito           |
| -------- | -------- | -------------------------- | ----------------- |
|          | 1994     | Magda Cornacchione Milella | Progressisti (FL) |
|          | 1996     | Giuseppe Molinari          | L'Ulivo (PPI)     |
| 2001     |          | Giuseppe Molinari          | L'Ulivo (PPI)     |

## Dati elettorali

### XII legislatura

#### Risultati proporzionale
| Coalizioni        | Coalizioni            | Liste                                 | Liste                              | Voti   | %     |
| ----------------- | --------------------- | ------------------------------------- | ---------------------------------- | ------ | ----- |
|                   | Progressisti          |                                       | Partito Democratico della Sinistra | 18.195 | 22,40 |
|                   | Progressisti          | Rifondazione Comunista                | 6.313                              | 7,77   |       |
|                   | Progressisti          | Partito Socialista Italiano           | 5.160                              | 6,35   |       |
|                   | Progressisti          | Federazione dei Verdi                 | 3.527                              | 4,34   |       |
|                   | Progressisti          | Movimento per la Democrazia - La Rete | 2.149                              | 2,65   |       |
| Totale coalizione | Totale coalizione     | 35.344                                | 43,51                              |        |       |
|                   | Polo del Buon Governo |                                       | Alleanza Nazionale                 | 13.931 | 17,15 |
|                   | Polo del Buon Governo | Forza Italia                          | 9.843                              | 12,12  |       |
| Totale coalizione | Totale coalizione     | 23.774                                | 29,27                              |        |       |
|                   | Patto per l'Italia    |                                       | Partito Popolare Italiano          | 16.042 | 19,75 |
|                   | Socialdemocrazia      | Socialdemocrazia                      | Socialdemocrazia                   | 3.243  | 3,99  |
|                   | Unione Mediterranea   | Unione Mediterranea                   | Unione Mediterranea                | 1.880  | 2,31  |
|                   | Autonomia Socialista  | Autonomia Socialista                  | Autonomia Socialista               | 537    | 0,66  |
|                   | Insieme per Cambiare  | Insieme per Cambiare                  | Insieme per Cambiare               | 395    | 0,49  |
| Totale            | Totale                | Totale                                | Totale                             | 81.215 |       |

#### Risultati uninominale
|                               | Magda Cornacchione Milella ✔️ Eletto | Progressisti                                      | 29 721 | 36,71 |  |  |  |  |  |
|                               | Vincenzo Alfredo Maria Laurita       | Polo del Buon Governo (FI - AN - CCD - UDC - PLD) | 26 070 | 32,20 |  |  |  |  |  |
|                               | Giampaolo D'Andrea                   | Patto per l'Italia - Autonomia Socialista         | 22 768 | 28,12 |  |  |  |  |  |
|                               | Vincenzo Belmonte                    | Unione Mediterranea                               | 2 407  | 2,97  |  |  |  |  |  |
| Totale                        | Totale                               | Totale                                            | 80 966 | 100   |  |  |  |  |  |
|                               |                                      |                                                   |        |       |  |  |  |  |  |
| Fonte: Ministero dell'interno |                                      |                                                   |        |       |  |  |  |  |  |

### XIII legislatura

#### Risultati proporzionale
| Coalizioni        | Coalizioni                         | Liste                                     | Liste                              | Voti   | %     |
| ----------------- | ---------------------------------- | ----------------------------------------- | ---------------------------------- | ------ | ----- |
|                   | Polo per le Libertà                |                                           | Forza Italia                       | 19.083 | 23,27 |
|                   | Polo per le Libertà                | Alleanza Nazionale                        | 12.126                             | 14,78  |       |
|                   | Polo per le Libertà                | CCD-CDU                                   | 5.071                              | 6,18   |       |
| Totale coalizione | Totale coalizione                  | 36.280                                    | 44,23                              |        |       |
|                   | L'Ulivo                            |                                           | Partito Democratico della Sinistra | 18.450 | 22,49 |
|                   | L'Ulivo                            | Popolari per Prodi (PPI-SVP-PRI-UD-Prodi) | 10.714                             | 13,06  |       |
|                   | L'Ulivo                            | Rinnovamento Italiano                     | 4.390                              | 5,35   |       |
|                   | L'Ulivo                            | Federazione dei Verdi                     | 1.952                              | 2,38   |       |
| Totale coalizione | Totale coalizione                  | 35.506                                    | 43,28                              |        |       |
|                   | Progressisti                       |                                           | Rifondazione Comunista             | 7.151  | 8,72  |
|                   | Lista Pannella - Sgarbi            | Lista Pannella - Sgarbi                   | Lista Pannella - Sgarbi            | 1.354  | 1,65  |
|                   | Movimento Sociale Fiamma Tricolore | Movimento Sociale Fiamma Tricolore        | Movimento Sociale Fiamma Tricolore | 1.188  | 1,45  |
|                   | Mani Pulite                        | Mani Pulite                               | Mani Pulite                        | 545    | 0,66  |
| Totale            | Totale                             | Totale                                    | Totale                             | 82.024 |       |

#### Risultati uninominale
|                               | Giuseppe Molinari ✔️ Eletto | L'Ulivo               | 41 037 | 51,22 |  |  |  |  |  |
|                               | Gianpiero Perri             | Polo per le Libertà   | 31 559 | 39,39 |  |  |  |  |  |
|                               | Gianfranco Nardella         | Fiamma Tricolore      | 3 646  | 4,55  |  |  |  |  |  |
|                               | Giannino Cusano             | Lista Pannella-Sgarbi | 2 147  | 2,68  |  |  |  |  |  |
|                               | Maria Argenzio              | Mani Pulite           | 1 731  | 2,16  |  |  |  |  |  |
| Totale                        | Totale                      | Totale                | 80 120 | 100   |  |  |  |  |  |
|                               |                             |                       |        |       |  |  |  |  |  |
| Fonte: Ministero dell'interno |                             |                       |        |       |  |  |  |  |  |

### XIV legislatura

#### Risultati proporzionale
| Coalizioni        | Coalizioni              | Liste                   | Liste                                 | Voti   | %     |
| ----------------- | ----------------------- | ----------------------- | ------------------------------------- | ------ | ----- |
|                   | L'Ulivo                 |                         | La Margherita (Dem - PPI - RI- UDEUR) | 15.788 | 18,94 |
|                   | L'Ulivo                 | Democratici di Sinistra | 12.217                                | 14,66  |       |
|                   | L'Ulivo                 | Il Girasole (FdV - SDI) | 6.861                                 | 8,23   |       |
|                   | L'Ulivo                 | Comunisti Italiani      | 1.904                                 | 2,28   |       |
| Totale coalizione | Totale coalizione       | 36.770                  | 44,11                                 |        |       |
|                   | Casa delle Libertà      |                         | Forza Italia                          | 22.138 | 26,56 |
|                   | Casa delle Libertà      | Alleanza Nazionale      | 7.371                                 | 8,84   |       |
|                   | Casa delle Libertà      | Nuovo PSI               | 1.754                                 | 2,10   |       |
| Totale coalizione | Totale coalizione       | 31.263                  | 37,50                                 |        |       |
|                   | Democrazia Europea      | Democrazia Europea      | Democrazia Europea                    | 5.428  | 6,51  |
|                   | Lista Di Pietro         | Lista Di Pietro         | Lista Di Pietro                       | 4.152  | 4,98  |
|                   | Rifondazione Comunista  | Rifondazione Comunista  | Rifondazione Comunista                | 3.446  | 4,13  |
|                   | Lista Pannella - Bonino | Lista Pannella - Bonino | Lista Pannella - Bonino               | 1.371  | 1,65  |
|                   | Fiamma Tricolore        | Fiamma Tricolore        | Fiamma Tricolore                      | 655    | 0,79  |
|                   | Paese Nuovo             | Paese Nuovo             | Paese Nuovo                           | 184    | 0,22  |
|                   | Abolizione scorporo     | Abolizione scorporo     | Abolizione scorporo                   | 69     | 0,08  |
| Totale            | Totale                  | Totale                  | Totale                                | 83.338 |       |

#### Risultati uninominale
|                               | Giuseppe Molinari ✔️ Eletto | L'Ulivo            | 41 070 | 49,02 |  |  |  |  |  |
|                               | Filippo Margiotta           | Casa delle Libertà | 29 482 | 35,19 |  |  |  |  |  |
|                               | Angelo Raffaele Dinardo     | Democrazia Europea | 7 431  | 8,87  |  |  |  |  |  |
|                               | Pierluigi Cammarota         | Lista Di Pietro    | 4 045  | 4,83  |  |  |  |  |  |
|                               | Maria Antonietta Ciminelli  | Lista Emma Bonino  | 1 756  | 2,10  |  |  |  |  |  |
| Totale                        | Totale                      | Totale             | 83 784 | 100   |  |  |  |  |  |
|                               |                             |                    |        |       |  |  |  |  |  |
| Fonte: Ministero dell'interno |                             |                    |        |       |  |  |  |  |  |